# Timema douglasi
Timema douglasi is een insect uit de orde Phasmatodea en de familie Timematidae. De wetenschappelijke naam van deze soort is voor het eerst geldig gepubliceerd in 1996 door Sandoval & Vickery.